# (523624) 2008 CT190
(523624) 2008 CT190, também escrito como (523624) 2008 CT190, é um corpo menor que está localizado no disco disperso, uma região do Sistema Solar. Este objeto está em uma ressonância orbital de 3:7 com o planeta Netuno. Ele possui uma magnitude absoluta de 5,4 e tem um diâmetro estimado de cerca de 366 km. O astrônomo Mike Brown lista este corpo celeste em sua página na internet como um candidato a possível planeta anão.

## Descoberta
(523624) 2008 CT190 foi descoberto no dia 9 de fevereiro de 2008.

## Órbita
A órbita de (523624) 2008 CT190 tem uma excentricidade de 0,349 e possui um semieixo maior de 53,289 UA. O seu periélio leva o mesmo a uma distância de 34,694 UA em relação ao Sol e seu afélio a 71,883 UA.